# بن چپمن (بازیکن فوتبال، زاده ۱۹۷۹)
بن چپمن (انگلیسی: Ben Chapman؛ زادهٔ ۲ مارس ۱۹۷۹) بازیکن فوتبال اهل بریتانیا است.
از باشگاه‌هایی که در آن بازی کرده‌است می‌توان به باشگاه فوتبال نانیتون تاون، باشگاه فوتبال آپلبی فرودینگهام، باشگاه فوتبال آلفرتون تاون، باشگاه فوتبال گریمزبی تاون، باشگاه فوتبال بوستون یونایتد، باشگاه فوتبال نورتویچ ویکتوریا، باشگاه فوتبال ایستوود، و باشگاه فوتبال هروگیت تاون اشاره کرد.